# Margarida Leitão
Margarida Leitão (Lisboa, 1976), é uma realizadora, montadora, anotadora e professora portuguesa, premiada em vários festivais de cinema nomeadamente no Torino Film Festival (Itália), no Festival Transcinema (Peru) e no Caminhos do Cinema Português, entre outros. A Fandor colocou o seu ensaio audiovisual Gestos do Realismo entre os melhores de 2016. 

## Biografia
Margarida Leitão, de seu nome completo, Margarida Sofia Clímaco de Albuquerque Leitão, nasceu em Lisboa no dia 23 de Abril de 1976. É filha de Maria Cristina de Miranda Clímaco Pereira, que, profissionalmente, foi investigadora principal do ministério da agricultura (especialista em aromas dos vinhos) e política (autarca) e de José Maximiano de Albuquerque Almeida Leitão, advogado, político e docente universitário. É irmã, mais velha, de Ana Teresa Clímaco de Albuquerque Leitão, doutorada em ciência política e relações Internacionais, investigadora, historiadora, professora universitária e política (autarca).
Em 1997, terminou o curso de Cinema, na área de Montagem, na Escola Superior de Teatro e Cinema, em Lisboa, onde é professora. Tem trabalhado em Montagem, Assistência de Realização e Anotação de diversos filmes. “Kilandukilu / Diversão” (1998) foi o seu primeiro documentário como realizadora. Seguiram-se duas curtas-metragens de ficção: "A Ferida" (2003), com Gracinda Nave e José Airosa, e "Parte de mim" (2006), com Rita Blanco e Marcello Urghege.

## Filmografia
Entre os filmes realizados por Margarida Leitão encontram-se: 
- 1998 - Kilandukilu / Diversão
- 2003 - A Ferida [19]
- 2005 - Parte de mim [20]
- 2009 - Matar o tempo [21]
- 2010 - Muitos dias tem o mês [22][23][24]
- 2011 - Design atrás das grades (co-produção RTP2) [25]
- 2011 - Mão Morta, Mão Morta [26]
- 2011 - Zoo [27]
- 2013 - Cara a Cara [28][29]
- 2014 - Juventude Brava [30]
- 2015 - Gestos do Realismo (ensaio audiovisual)  [31]
- 2015 - Mulher Ideal [32]
- 2015 - Gipsofila [33]

## Prémios e Reconhecimento
Kilandukilu / Diversão :
- Menção Honrosa no Festival Internacional de Curtas Metragens de Vila do Conde de 1999

A Ferida: 
- Melhor Actriz no Festival Internacional de Curtas Metragens de Vila do Conde de 2003 [35]
- Melhor Curta Metragem Portuguesa no FIKE- Festival Internacional de Curtas de Évora de 2003
- Prémio dos Cineclubes no Festival Luso-Brasileiro de Santa Maria da Feira de 2003
- Melhor Filme no Ovarvideo de 2003

Design atrás da Grades
- 2011 - Recebeu o Prémio Melhor Documental Transfrontera no Festival Internacional Extrema’Doc [36][37]
- 2011 - Nomeado para a secção Women in Film do 28º Chicago Latino Film Festival [37]

Zoo
- 2013 - Recebeu o Prémio Nacional “VIDArte – A arte contra a violência doméstica” [38]

Gipsofila: 
- 2015 - Prémio de Melhor Documentário no Festival Coimbra Caminhos do Cinema Português
- 2015 - Nomeada para Melhor Filme da Secção Competição Nacional no festival IndieLisboa
- 2015 - Recebeu Special Jury Prize no Torino Film Festival para Melhor Documentário Internacional e foi nomeada para o Prize of the City of Torino. [1]
- 2015 - Prémio de Melhor Filme no Festival Festival Transcinema no Peru [40]

Gestos do Realismo
- 2016 - Foi considerado pela Fandor como um dos melhores ensaios audiovisuais desse ano [36]

## Ligações Externas
- Site Oficial - Margarida Leitão

- Canal de Margarida Leitão no Vimeo

- A Ferida / Parte de mim - 2 short films of Margarida Leitão

- Margarida Leitão fala do seu filme Cara a Cara

- Publicação: apresentação de Gipsofila no Close-up pela realizadora Margarida Leitão

- Crónica : O que o público quer? Gipsofila

- TVCine 2 | Curtas Às Quartas: Pandora da Cunha Telles junta-se à conversa com Margarida Leitão sobre o filme Zoo